# Vlag van Oirschot

vlag van de gemeente Oirschot

De vlag van Oirschot is op 25 februari 1997 bij raadsbesluit vastgesteld als officiële vlag van de Noord-Brabantse gemeente Oirschot. De vlag kan als volgt worden beschreven:
Twee even hoge banen in wit en blauw, met aan de hijszijde in de witte baan een groen eikenblad.
De twee banen in de vlag symboliseren het samengaan van beide voormalige gemeenten. De kleuren werden ontleend aan het wapen van Kempenland (geel, zwart en wit) en aan dat van het kwartier van Oisterwijk (wit en blauw). Het eikenblad is afgeleid van de boom uit het zegel van Oirschot. Het kan worden uitgelegd als het symbool van het vergrote gebied, maar wijst ook op het natuurschoon, waarvan deze gemeente zo rijk is. Het ontwerp van de vlag is van de hand van Jan Melssen, ingediend namens de Noordbrabantse Commissie voor Wapen- en Vlaggenkunde.

## Eerdere vlag (1962)

Vlag van Oirschot (1962-1997)

Op 27 februari 1962 werd door de gemeenteraad een vlag vastgesteld die als volgt kan worden omschreven:
Twee even hoge banen in geel en zwart, met op het geel een rood vijfblad.
De kleuren waren ontleend aan het toenmalige gemeentewapen; het vijfblad is overgenomen van het tot 1795 gebruikte heerlijkheidswapen, en is afkomstig uit het wapen van het geslacht Leefdael.

### Verwante afbeeldingen

Wapen van Oirschot (1997)
Wapen van Oirschot (1819-1970)

Alphen-Chaam · Altena · Asten · Baarle-Nassau · Bergeijk · Bergen op Zoom · Bernheze · Best · Bladel · Boekel · Boxtel · Breda · Cranendonck · Deurne · Dongen · Drimmelen · Eersel · Eindhoven · Etten-Leur · Geertruidenberg · Geldrop-Mierlo · Gemert-Bakel · Gilze en Rijen · Goirle · Halderberge · Heeze-Leende · Helmond · 's-Hertogenbosch · Heusden · Hilvarenbeek · Laarbeek · Land van Cuijk · Loon op Zand · Maashorst · Meierijstad · Moerdijk · Nuenen, Gerwen en Nederwetten · Oirschot · Oisterwijk · Oosterhout · Oss · Reusel-De Mierden · Roosendaal · Rucphen · Sint-Michielsgestel · Someren · Son en Breugel · Steenbergen · Tilburg · Valkenswaard · Veldhoven · Vught · Waalre · Waalwijk · Woensdrecht · Zundert